# Spessart
Der Spessart ist ein Mittelgebirge zwischen Vogelsberg, Rhön und Odenwald in Bayern und Hessen. Er umfasst das größte zusammenhängende Gebiet aus Laubmischwäldern in Deutschland und liegt nördlich des die Grenze zum Odenwald bildenden Mains – etwa 55 km ostsüdöstlich von Frankfurt und 40 km westnordwestlich von Würzburg. Die höchste Erhebung ist mit 586 m ü. NHN der Geiersberg im Hohen Spessart.

## Name
Der Name leitet sich aus Specht und Hardt („Bergwald“) her, steht so für Spechtswald. Er ist im Jahr 839 belegt als Spehteshart, um 1000 als Speshart. Der Name kommt auch in der Schreibweise Spechteshart vor. Im 18. Jahrhundert nahm man auch noch römischen Ursprung an; demnach wäre Spessart eine Zusammenziehung der lateinischen Wörter spissa et ardua silva, was etwa übersetzt werden könnte mit dichter und beschwerlicher Wald.

## Geografie

### Lage

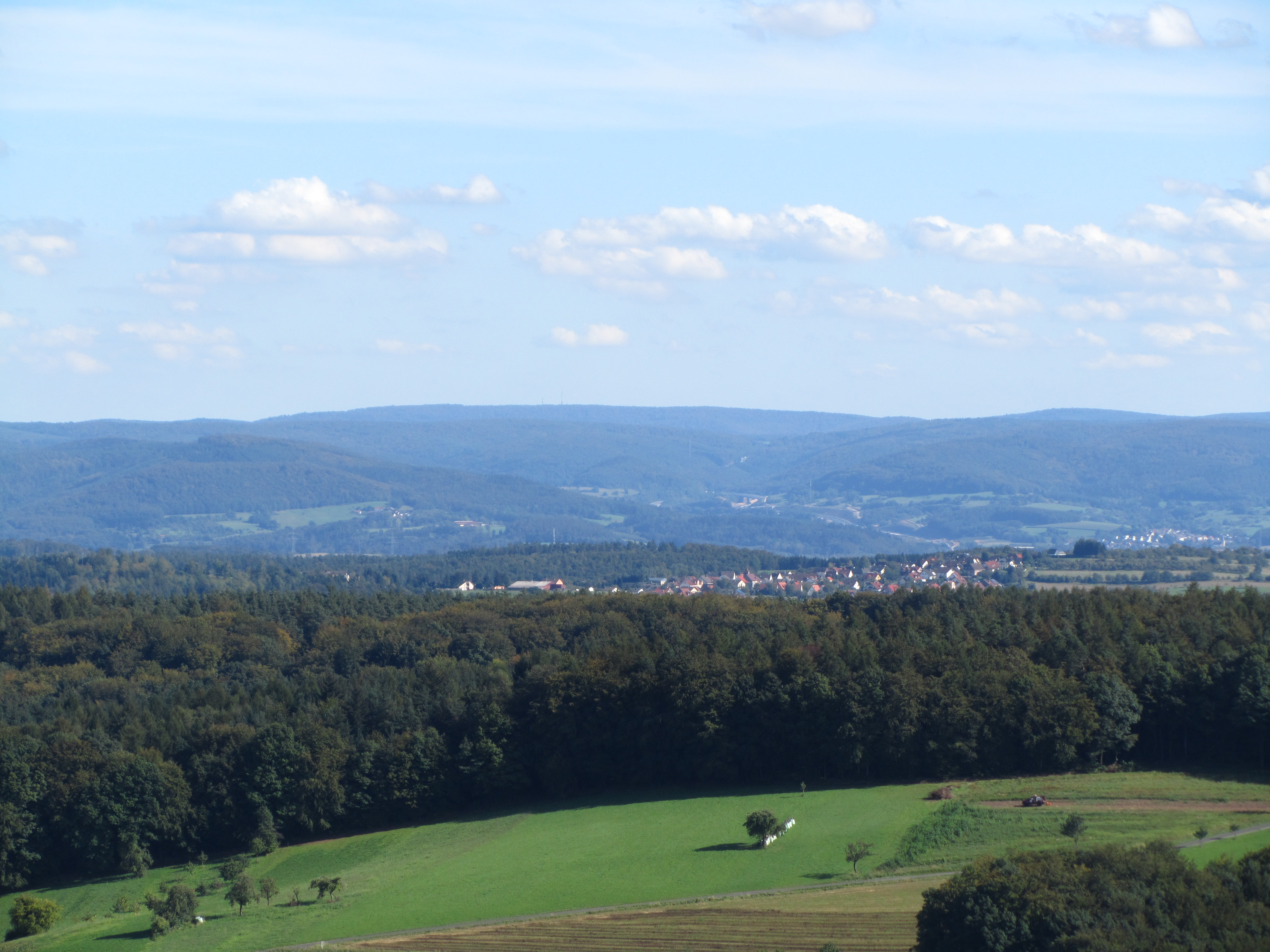
Blick vom Ludwigsturm (Hahnenkamm) südostwärts zum Geiersberg, höchster Berg im Spessart

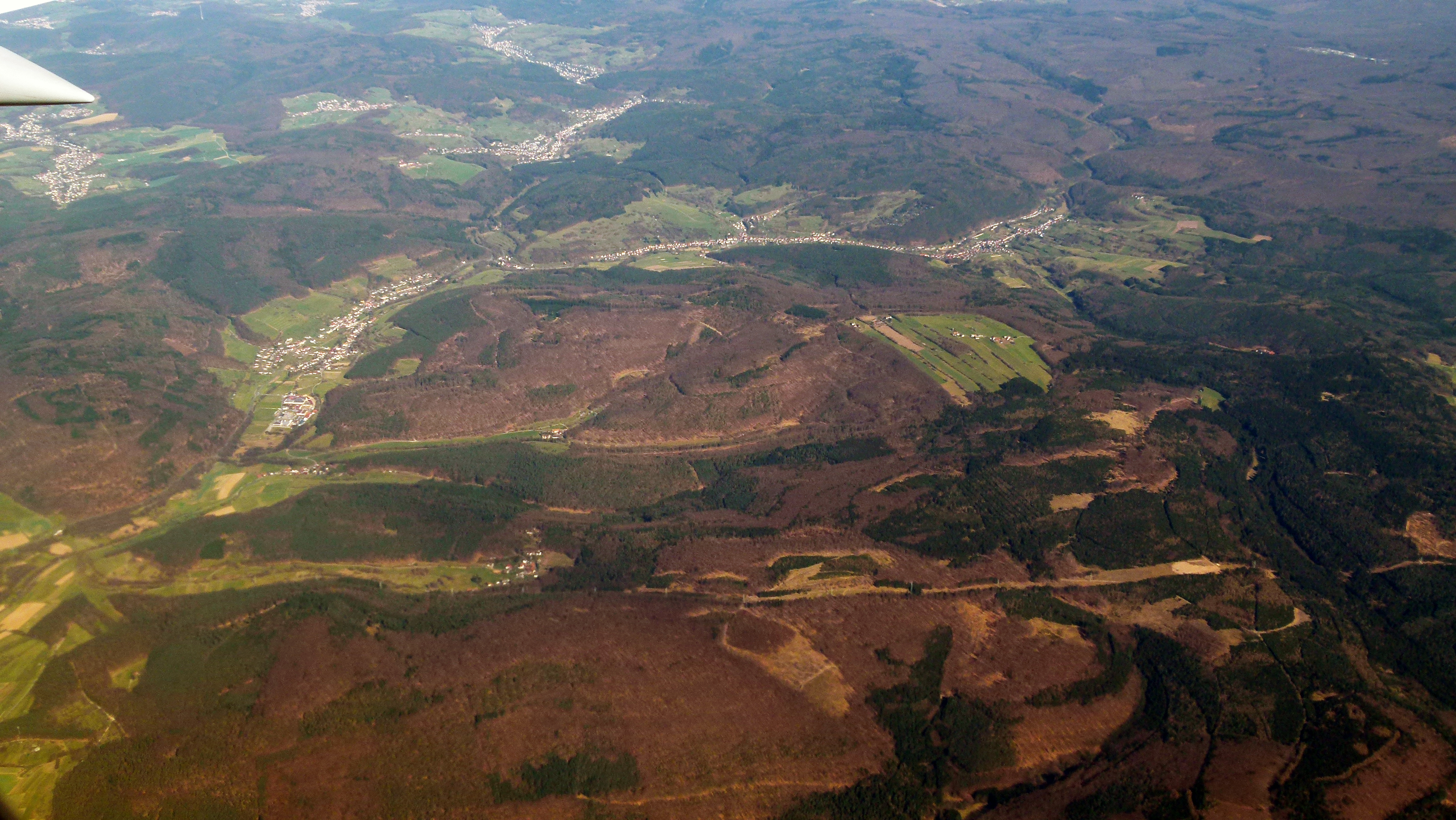
Blick auf Hobbach und Dammbach aus der Luft

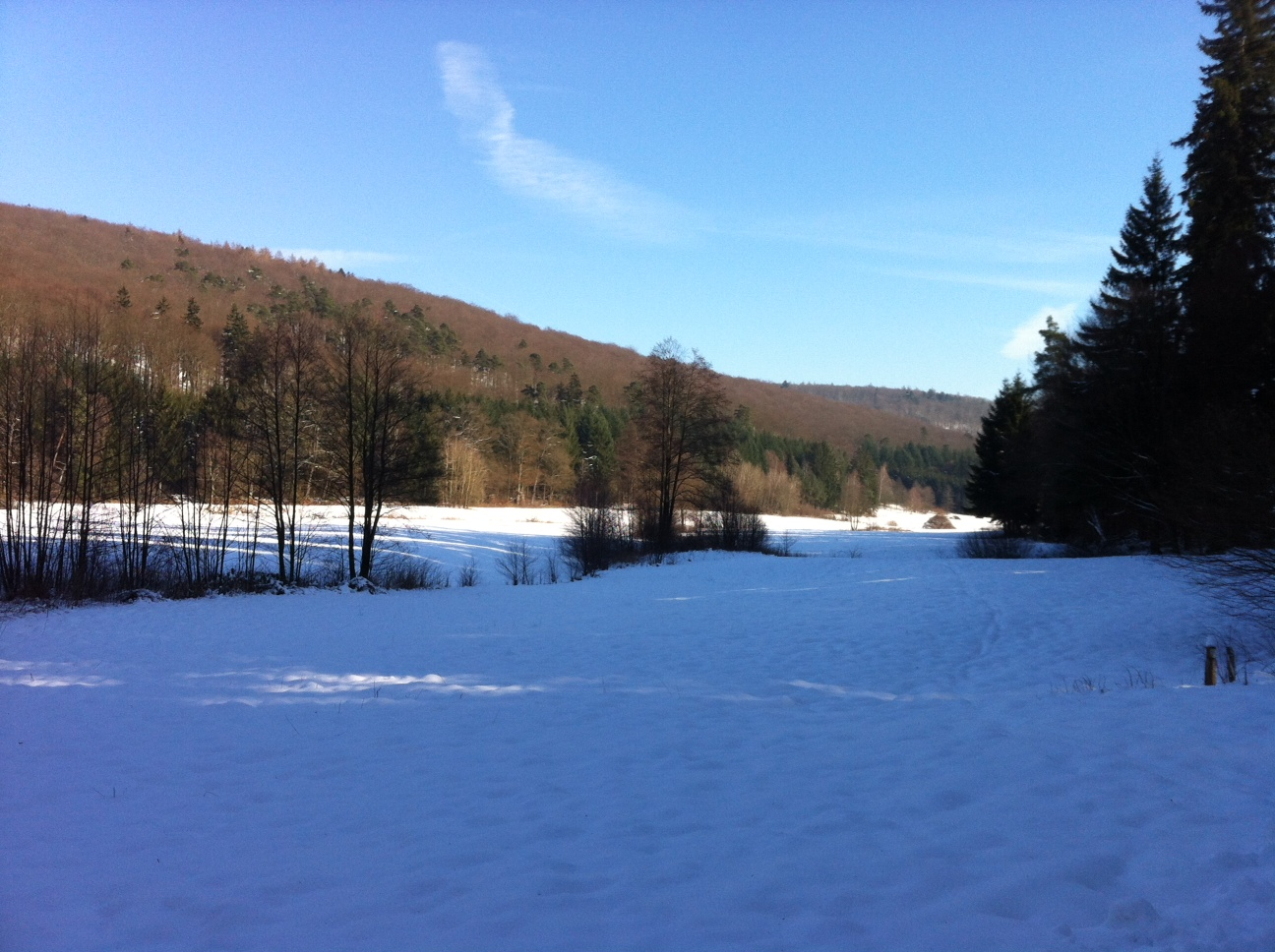
Typische Spessartlandschaft mit bewaldeten Hängen und Wiesentälern (Weihersgrund)

Der Spessart wird im Wesentlichen von drei Flüsse eingegrenzt: vom Main zwischen Gemünden und Hanau, von der Kinzig im Norden und von der Sinn im Nordosten. Merkspruch: „Kinzig, Sinn und Main schließen rings den Spessart ein.“ Er ist ein bewaldetes Massengebirge mit abgerundeten Kuppen, die nur wenig die Gesamthöhe überragen. Die unteren Abhänge sind besiedelt oder landwirtschaftlich genutzt, auf den Höhen bedecken Eichen- und Buchenwälder den Spessart.
Der Hauptrücken zieht sich von Miltenberg im Süden 75 km lang nach Norden bis zur Gegend von Schlüchtern. Die Höhen der Gipfellagen liegen zwischen etwa 450 und 586 m ü. NHN, und die höchste Erhebung ist der Geiersberg mit dem Sender Breitsol bei Rohrbrunn.
Die Geishöhe, offiziell Oberwintersbach (Ortsteil von Dammbach), ist mit 521 m ü. NHN Höhe die höchstgelegene Besiedelung im Spessart. Die Ortschaft Heinrichsthal im Nordspessart ist mit 436 m ü. NHN Höhe die höchstgelegene selbständige Gemeinde im Spessart.
Die bedeutendsten unter den zahlreichen Bächen des Spessarts sind Sinn, Jossa, Lohr, Hafenlohr, Haslochbach, Elsava, Aschaff, Kahl, Bieber und Orb. Siehe dazu auch die Liste der Flüsse im Spessart.

### Geologie
Der Untergrund des Spessarts besteht besonders in seinem westlichen Teil (Vorspessart) bis östlich Aschaffenburg aus Diorit, verschiedenen Arten von Gneis und Glimmerschiefer. Es gibt um Aschaffenburg auch gangartige Vorkommen an Spessartit, die aber in der Regel bereits in kleinen Steinbrüchen abgebaut wurden und heute kein Material mehr liefern. Meist besteht der Untergrund aber aus Buntsandstein, der die kristallinen Gesteine überlagert. Ganz im Südosten sind noch Muschelkalkrelikte erhalten. Im Norden liegen unter dem Buntsandstein auch Ablagerungen aus dem Perm (Rotliegendes und Zechstein). Zechsteinkalk und Dolomit wurden früher zum Beispiel bei Altenmittlau und Feldkahl gewonnen.

### Bergbau
Ebenfalls im Norden des Spessarts wurden im Zechstein kleinere Eisen- (Bieber, bis 1925) und Manganvorkommen (im Ersten Weltkrieg) abgebaut. Bei Bieber wurde über längere Zeit (besonders im 18. Jahrhundert bis 1806) auch der hier den Kupferschiefer vertretende geringmächtige Kupferletten gewonnen, der geringe Mengen Kupfer, Blei und Silber führt. Mit Siderit, Baryt und fallweise Co-Ni Arseniden (z. B. Skutterudit, sogar gediegener Wismut) vererzte Verwerfungen wurden im Bieberer Lochborn bis etwa 1867 zur Gewinnung von blauen Keramikfarben abgebaut. Erzführung war aber nur unter- und oberhalb des Kupferlettens verbreitet. Ein kleines deszendentes Kupfervorkommen (Bornit etc.) bei Sommerkahl leitet seinen Kupfergehalt vermutlich ebenfalls aus dem Kupferletten ab. Verbreiteter waren gangförmige Barytlagerstätten (Schwerspat), die auch im Buntsandstein auftreten (z. B. Partenstein, im Westen z. B. bei Waldaschaff).
Siehe auch: Liste von Bergwerken im Spessart

### Ausdehnung
Seine äußersten Verzweigungen erstrecken sich bis Hanau, Schlüchtern und ins Sinntal. Er erstreckt sich über 2440 km² Fläche, davon gehören zu Bayern 1710 km², zu Hessen 730 km². Das Mainviereck bezeichnet den südlichen Teil des Spessarts mit den vier Eckpunkten Lohr, Wertheim, Miltenberg und Aschaffenburg.

### Nachbarlandschaften
Der Main trennt den Spessart im Osten von der Fränkischen Platte und im Süden und Westen vom Odenwald. Der Spessart wird im Nordwesten durch die Kinzig vom den Vogelsberg säumenden Büdinger Wald und im Nordosten durch die Sinn vom Süden der Rhön und der sich südlich anschließenden Südrhön geschieden. Dabei sind Odenwald, Büdinger Wald und Südrhön dem Spessart ähnliche Landschaften und bilden mit ihm zusammen die naturräumliche Großregion Odenwald, Spessart und Südrhön.

### Gliederung
Den Spessart bilden das ältere Grundgebirge und der deutlich mehr Fläche einnehmende Buntsandstein-Anteil.

#### Landläufige Gliederung
Landläufig wird als Spessart die orografisch definierte Berglandschaft zwischen der Kinzig im Norden, dem Main im Westen und Süden und der Sinn im Osten angesehen. Als weitere Untergliederung wird nicht selten der gut 120 Jahre alte Text aus Meyers Konversations-Lexikon zitiert:

„Der äußere Saum längs des Mains, namentlich im Westen, wird als Vorspessart, das innere, aus dicht zusammenschließenden Bergen bestehende Waldgebirge, welches keine breite Bergebene aufweist, als Hochspessart und die plateauartige Absenkung gegen die Kinzig und Kahl hin, welche auch das sogen. Orber Reisig, mehrere mit Eichengebüsch bedeckte Anhöhen bis zur Stadt Bad Orb, umfasst, als Hinterspessart bezeichnet.“

Die hier als „Hinterspessart“ beschriebene Landschaft fasst geologisch recht verschiedene Gebiete zusammen. Sie wird auch in der Fachliteratur und auf Karten nicht verwendet.

#### Naturräumliche Gliederung
Der Spessart bildet geologisch eine Einheit mit dem sich südwestlich anschließenden Odenwald, dem nordwestlich angrenzenden Büdinger Wald am Fuße des Vogelsbergs und der im Nordosten abzweigenden Südrhön, der südwestlichen Abdachung der Rhön. Er gliedert sich in den, den Großteil der Fläche einnehmenden, Sandsteinspessart und den Vorderen Spessart im Westen, unmittelbar östlich des Mains zwischen Aschaffenburg und Hanau, welcher bei Hanau jedoch vom Sandsteinspessart umsäumt wird. Im Vorderspessart steht älteres Grundgebirge an, im Sandsteinspessart Buntsandstein.
Als naturräumliche Südgrenze des Sandsteinspessarts zum Sandsteinodenwald wird nicht exakt das Maintal angesehen. Vielmehr wird im östlicheren Süden die Wertheimer Hochfläche, ein durch den Unterlauf der Erf von der Mündung flussaufwärts bis westlich Külsheims und ab dort von einer West-Ost-Linie bis zur Tauber separierter, kleinerer Teil südlich des Mains noch hinzu gerechnet, wodurch nach jener Definition auch Baden-Württemberg einen kleinen Anteil am Spessart hätte. Überdies liegt ein weiterer kleiner, nicht mit dem Odenwald verbundener Teil des Sandsteinspessarts, das Massenbucher Spessartvorland südlich Gemündens, links des Mains.
An der Westflanke des orographischen Spessarts wird wiederum ein kleiner Teil der Landschaft zwischen Kahl, Rodenbach und Gelnhausen, das Nordwestliche Spessartvorland, bereits zur Haupteinheitengruppe des Oberrheingrabens gezählt.
Der Spessart gliedert sich naturräumlich wie folgt:
- (zu 14 Odenwald, Spessart und Südrhön)
  - 141 Sandstein-Spessart (1416 km²)
    - 141.0 Unteres Maintal
      - 141.00 Wörth-Klingenberger Maintal
      - 141.01 Wertheim-Miltenberger Maintal
      - 141.02 Marktheidenfeld-Wertheimer Maintal
      - 141.03 Lohr-Rothenfelser Maintal
      - 141.04 Unteres Taubertal

    - 141.1 Wertheimer Hochfläche (linksmainisch)
    - 141.2 Oberwittbacher Spessartvorland
    - 141.3 Südöstlicher Sandsteinspessart
    - 141.4 Südwestlicher Sandsteinspessart
    - 141.5 Nördlicher Sandsteinspessart
    - 141.6 Schlüchterner Becken
    - 141.7 Massenbucher Spessartvorland (linksmainisch)

  - 142 Vorderer Spessart
    - 142.0 Hahnenkamm-Haidkopf-Höhenzug
    - 142.1 Innerer Vorspessart
      - 142.10 Kahlgrund
      - 142.11 Aschaffsenke
- (zu 23 Rhein-Main-Tiefland)
  - (zu 23 Büdingen-Meerholzer Hügelland)[9]
    - 233.2 Nordwestliches Spessartvorland
      - 233.20 Meerholzer Hügelland
      - 233.21 Oberrodenbacher Hügelland
      - 233.22 Hahnenkammvorland

### Landkreise
Folgende Landkreise und kreisfreie Städte haben Anteil am Spessart:
- Bayern (Unterfranken)
  - Aschaffenburg
  - Landkreis Aschaffenburg
  - Landkreis Main-Spessart
  - Landkreis Miltenberg
- Hessen (Regierungsbezirk Darmstadt)
  - Main-Kinzig-Kreis
- Baden-Württemberg (Regierungsbezirk Stuttgart)
  - Main-Tauber-Kreis[10]

## Geschichte

Erstes Titelbild der Zeitschrift Spessart von 1906

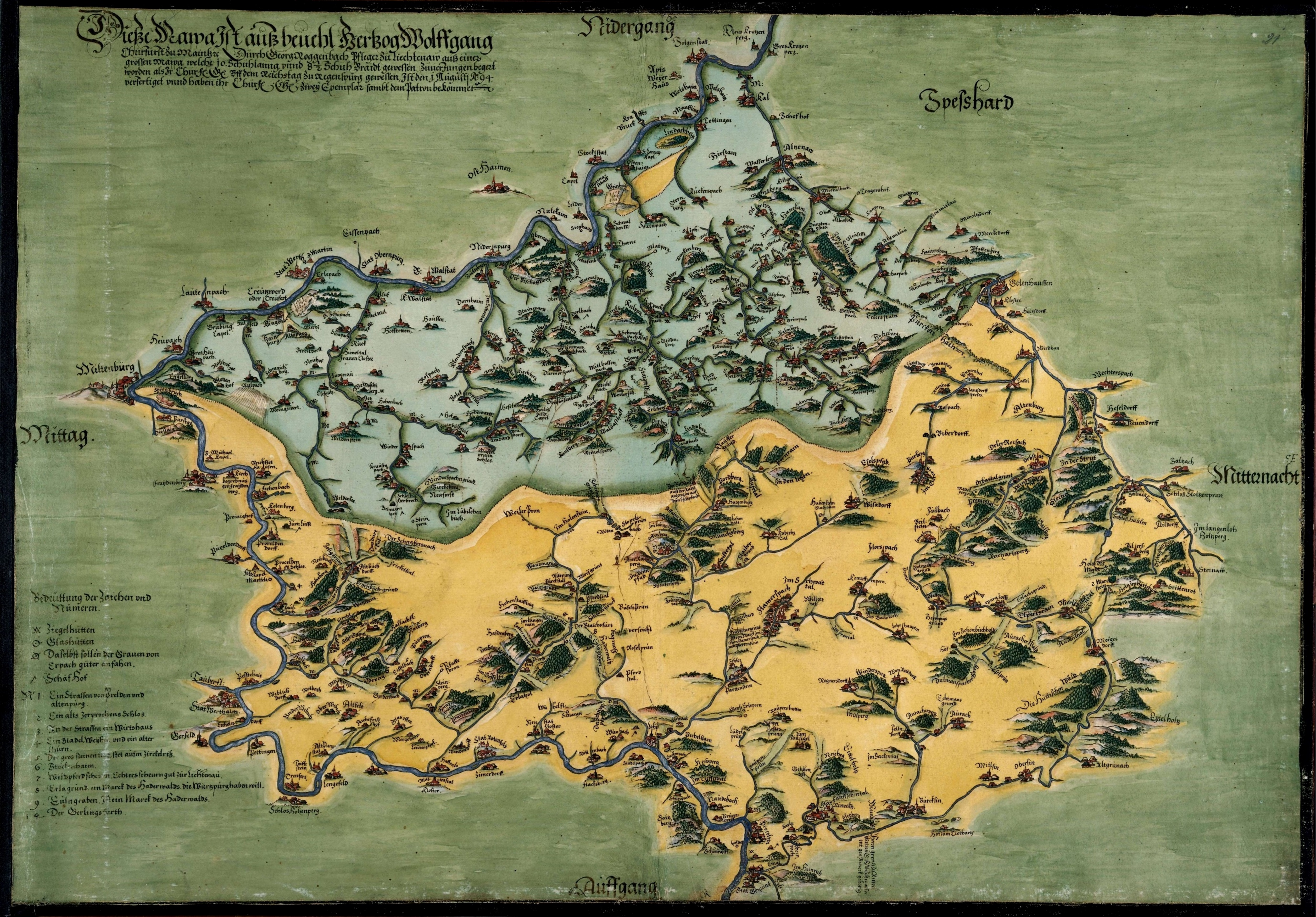
Spessartkarte des Paul Pfinzing, Nürnberg, von 1562/1594

Der Spessart war unter den Merowingern als Reichswald ein königlicher Bannforst. Auf dem Michaelsberg in Rorinlacha, dem heutigen Neustadt am Main, soll schon um 640 ein Jagdschloss gestanden haben. Später diente er den römisch-deutschen Wahlkönigen als Jagdrevier, in dessen Nähe sie ihre Königspfalzen Gelnhausen und Seligenstadt errichteten. In der Folge waren lange Jahrhunderte die Mainzer Kurerzbischöfe die Landesherren. Erst ab dem 12. und 13. Jahrhundert duldeten sie die Besiedlung des Spessarts. Manche Siedlungen, wie Grubingen, erlangten regionale Bedeutung, verschwanden jedoch später wieder.
Der Spessart wurde immer von außen regiert: durch das Erzbistum Mainz, das Hochstift Würzburg sowie einige kleinere Herrschaften, wie zum Beispiel die Grafen von Rieneck. Die politische Zersplitterung ohne grenzübergreifende Strafverfolgung begünstigte das Aufkommen von Räuberbanden. Belegt sind die Spessarträuber am Anfang des 19. Jahrhunderts, denen Wilhelm Hauff 1827 mit der Erzählung Das Wirtshaus im Spessart und Kurt Hoffmann 1958 mit dem gleichnamigen Film ein Denkmal setzten.
In der Umbruchzeit um den Zusammenbruch des Heiligen Römischen Reiches erlebte das Räuber(un)wesen im Spessart einen letzten Höhepunkt. Nach Neuordnung der Territorien und mit wirksamerer Verwaltung wurde das Räuberproblem in kürzester Zeit bereinigt.
Im Ersten Koalitionskrieg rückten 1796 französische Truppen in den Spessart ein. Die von ihnen verübten Gräueltaten und Plünderungen erbitterten die Bauern, die sich an mehreren Orten, jedoch nicht koordiniert, gegen die Besatzer erhoben. Am 5. September 1796 gelang es den Spessarter Schützen, Aschaffenburg zu befreien und die Franzosen über den Main zurückzudrängen.
Mit dem Reichsdeputationshauptschluss endete 1803 das Kurfürstentum Mainz, der Spessart kam zum Fürstentum Aschaffenburg, später dann zum Großherzogtum Frankfurt. Schließlich wurden Großteile dem Königreich Bayern zugeschlagen. Aber auch heute noch ist der Spessart aufgeteilt in vier Landkreise in zwei Bundesländern.
Der Spessart verfügte neben einer wenig ertragreichen Landwirtschaft über Naturvorkommen wie Holz, Wasserkraft, Salz, Erze und Mineralien. Diese Ressourcen bildeten die Grundlage für Köhler, Töpfer, Eisenhämmer und Bergwerke. 1795 kaufte Georg Ludwig Rexroth den Höllenhammer im Elsavatal und produzierte Eisenartikel für Landwirtschaft und Handwerk. Nach Umzug nach Lohr entwickelte sich daraus ein Weltunternehmen für Hydraulik, das in der heutigen Bosch Rexroth aufgegangen ist.

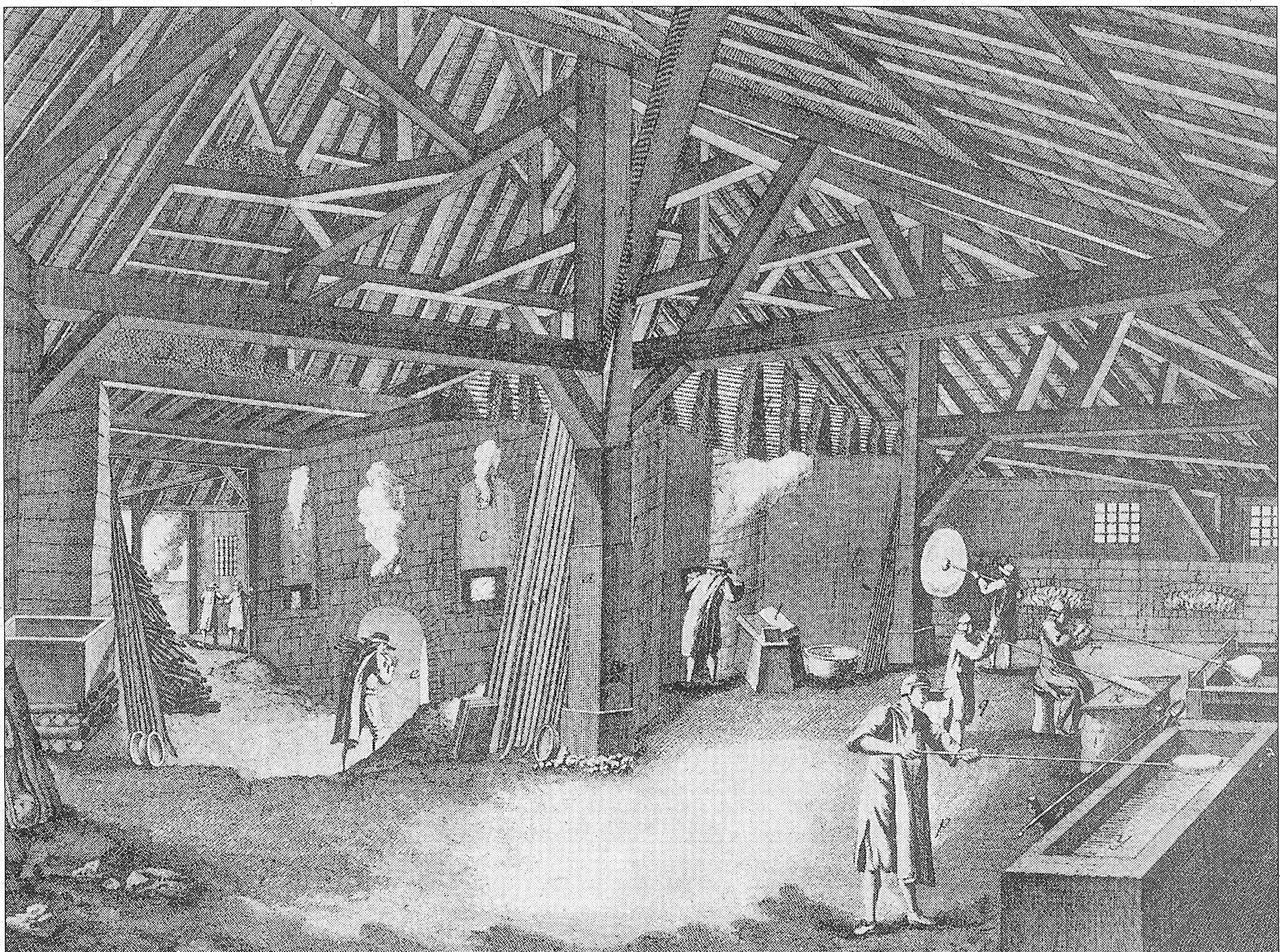
Die Glashütte Weibersbrunn, ein 1706 gegründeter Betrieb der Kurmainzischen Spiegelmanufaktur

Die Glasprodukte und Spiegel aus Spessarter Glashütten wurden europaweit vertrieben. Noch heute ist in Lohr eine Glashütte in Betrieb.
Der Spessart war durchzogen von vielfältigen Handelswegen, auf denen die Landesherren Zolleinnahmen erzielten. Die vielen Kirchen und Klöster, Burgen und Schlösser bezeugen durchaus prosperierende Zeiten.
Frammersbacher Fuhrleute zogen von hier aus durch ganz Europa. Mit Eisenbahn und verbesserter Flussschifffahrt gingen die Fuhrleute wirtschaftlich nieder.
Über die Jahrhunderte war der Spessart unterschiedlich stark bewaldet. Seit dem 18. Jahrhundert wurde eine systematische Wiederaufforstung betrieben.
Mit der industriellen Revolution gerieten die meisten Mittelgebirge wirtschaftlich ins Hintertreffen. Verbesserte und billigere Transportwege erlaubten den Absatz billigerer Waren aus den großen Zentren in die entlegensten Winkel. Der Spessart verarmte. 1852 berichtete der damals an der Universität Würzburg lehrende Mediziner Rudolf Virchow in seiner Studie über „die Not im Spessart“ von der häufig desaströsen Versorgungslage der Menschen im von ihm bereisten Spessart.
Der Dreiklang Wald, Armut und Spessarträuber ist im Bewusstsein der Menschen haften geblieben, obwohl das nur eine kurze Phase im Auf und Ab der Entwicklung darstellte.

### Wilderei
Die Armut im Spessart gilt als wesentlicher Grund für das dort weitverbreitete Wilderertum.
Manche Wilderer wurden dabei zu regionalen Berühmtheiten, wie z. B. der „Erzwilderer“ Johann Adam Hasenstab aus Rothenbuch (1716–1773).
Während zeitgenössische Berichte der damaligen Obrigkeiten Wilderer generell diffamieren und mit Begriffen wie „Gesindel“ und „Faulenzer“ belegen, geht die historische Forschung heute davon aus, dass Wilderei im Spessart wesentlich aus der materiellen Not der Spessartbewohner herrührt. Die Wilderer im Spessart entstammten fast ausnahmslos den sozialen Unterschichten, Wilderei war das klassische Armutsdelikt auf dem Land.
Dabei kam es immer wieder zu Auseinandersetzungen zwischen Wilderern und Förstern, die auf beiden Seiten Leben kosteten. Der letzte Vorfall war die Ermordung von Förster Hubert Staub (1923–1947) in Rothenbuch, der 1947 von Wilderern hinterrücks erschossen wurde. Die rechtliche Beurteilung der Taten war dabei unterschiedlich: Erschoss ein Förster einen Wilderer, so galt dies als Notwehr, umgekehrt hingegen als Mord. An etliche dieser tödlichen Zusammenstöße erinnern heute noch Bildstöcke und Sühnekreuze im Spessart. Mit dem wirtschaftlichen Aufschwung in der zweiten Hälfte des 20. Jahrhunderts verschwand die Wilderei im Spessart weitgehend.

## Kultur und Sehenswürdigkeiten

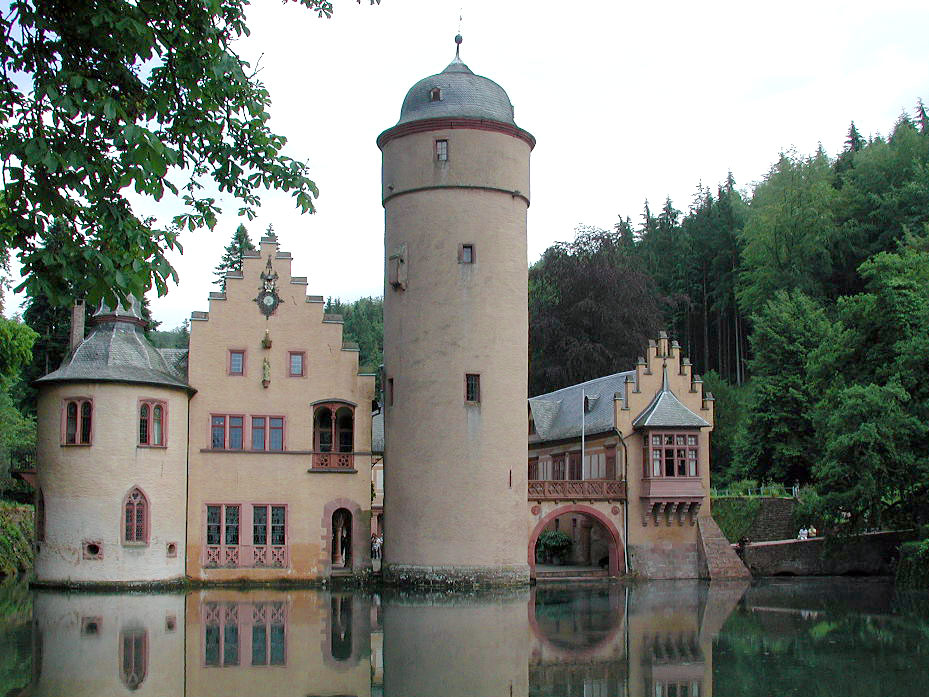
Wasserschloss Mespelbrunn

### Bauwerke
- Bekanntestes Bauwerk im Spessart ist das Schloss Mespelbrunn, ein Wasserschloss. Es war der Wohnsitz des Geschlechts der Echter, die im nahen Aschaffenburg mit Verwaltungsaufgaben des Erzbistums Mainz betraut waren. Mespelbrunn liegt so abgelegen, dass es nie zu kriegsbedingten Beschädigungen oder Zerstörungen kam. Das Schloss ist heute im Besitz der Grafen von Ingelheim und teils bewohnt, teils als Museum eingerichtet.
- Die dreiteilige gotische Wallfahrtskirche Hessenthal beinhaltet eine bedeutende Kreuzigungsgruppe von Hans Backoffen, eine Tilman Riemenschneider zugeschriebene Beweinung Christi und einen Familien-Epitaph der Echter von Mespelbrunn in der als Grablege dienenden alten Wallfahrtskapelle.
- Die karolingische Vierungskirche in Neustadt am Main. Gebaut von Megingaud und 781 eingeweiht von Karl dem Großen, Bischof Willibald aus Eichstätt und Erzbischof Lullus von Mainz.
- Das Schloss Luitpoldshöhe wurde 1889 vom Prinzregenten Luitpold von Bayern im Rohrbrunner Forst als Domizil für seine Jagdgesellschaften im Spessart gebaut. Später war es Sitz des Forstamtes Rohrbrunn. Seit 1996 ist es ohne Nutzung, seine Zukunft ist unklar.
- In Sommerkahl kann die Grube Wilhelmine, ein ehemaliges Kupferbergwerk, besichtigt werden.
- Das Gradierwerk Bad Orb dient als Freiluftinhalatorium.

#### Aussichtstürme

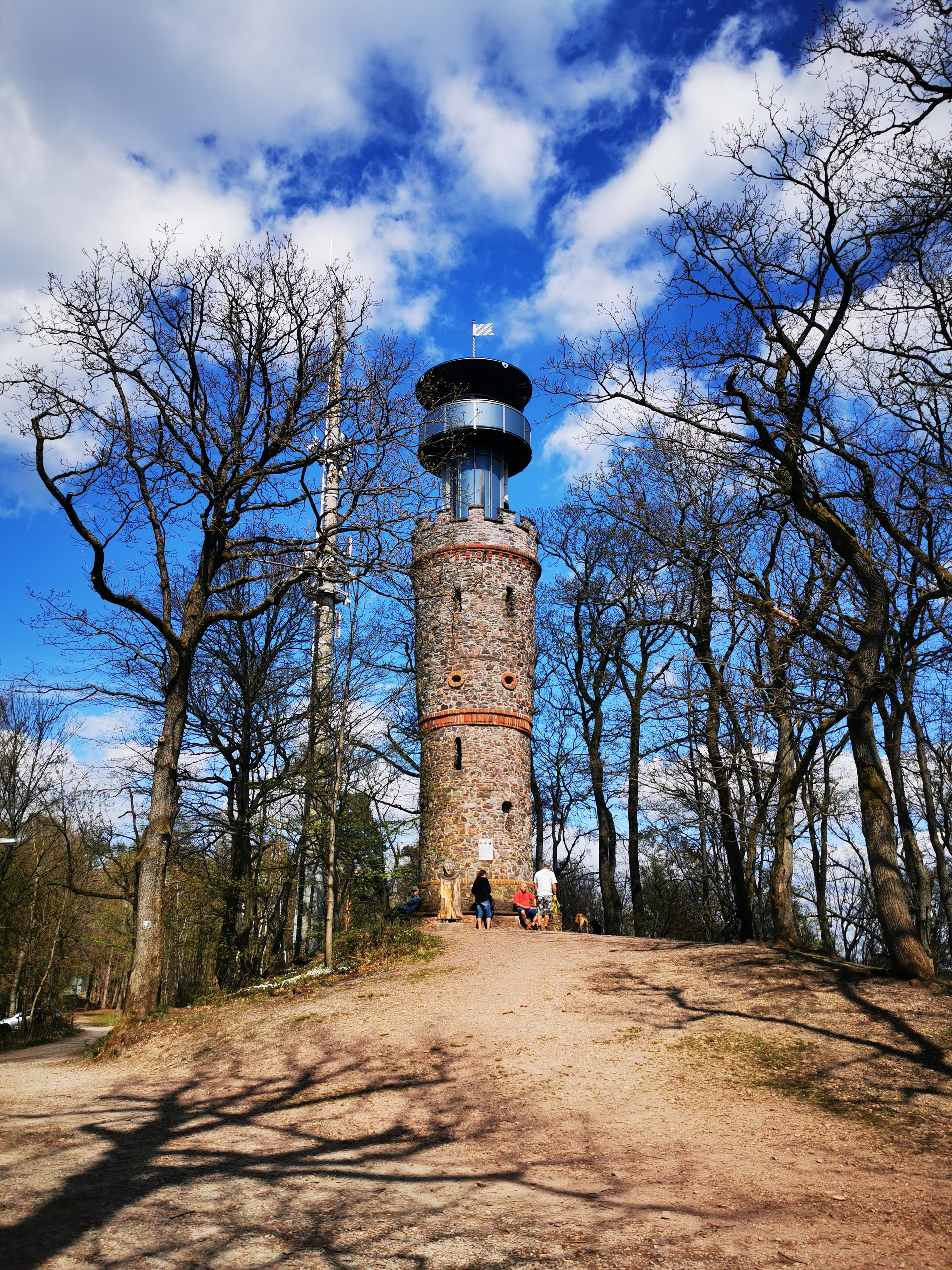
Der Ludwigsturm auf dem Hahnenkamm

Folgende Aussichtstürme sind öffentlich zugänglich (sortiert nach Höhenlage):
- Der 13 m hohe Ludwig-Keller-Turm (519 m) ist der höchstgelegene Aussichtsturm im Spessart. Er befindet sich etwas unterhalb des Gipfels der Geishöhe und gehört zum Dammbacher Ortsteil Wintersbach.
- Auf dem Gipfel des Hahnenkamms steht der etwa 19 m hohe Ludwigsturm (435,5 m) oberhalb des Alzenauer Stadtteils Hörstein. Er wurde zu Ehren von König Ludwig I. errichtet.
- Die Seidenröther Warte (350 m) ist 9 m hoch und befindet sich östlich des Steinauer Stadtteils Seidenroth.
- Südöstlich von Aschaffenburg steht auf dem Gebiet des Stadtteils Schweinheim der Dr.-Hönlein-Turm (347 m) auf dem Gipfel des Stengerts. Der Aussichtsturm hat eine Höhe von 22 m.
- Die 9,5 m hohe Bellinger Warte (343 m) befindet sich südwestlich von Bellings, einem Stadtteil von Steinau an der Straße.
- Oberhalb der Kleinstadt Klingenberg am Main steht am Schlossberg der Aussichtsturm „Alte Schanze“ (293 m). Er ist 25 m hoch.
- Etwas unterhalb des Gipfels des Molkenberges befindet sich der 9 m hohe Wartturm (290 m) über der Stadt Bad Orb.
- Der Rodfeldturm (270 m) steht am Fuße des Sölzertsberges auf dem Gebiet von Neuses, das zur Gemeinde Freigericht gehört.
- Der Bergfried der Henneburg (234 m) bei Stadtprozelten besitzt eine zugängliche Aussichtsplattform.
- Auf dem Gipfel des Buchberges befindet sich der Buchbergturm (200 m) südlich von Langenselbold. Er ist mit 29 m der höchste Aussichtsturm im Spessart.

### Museen

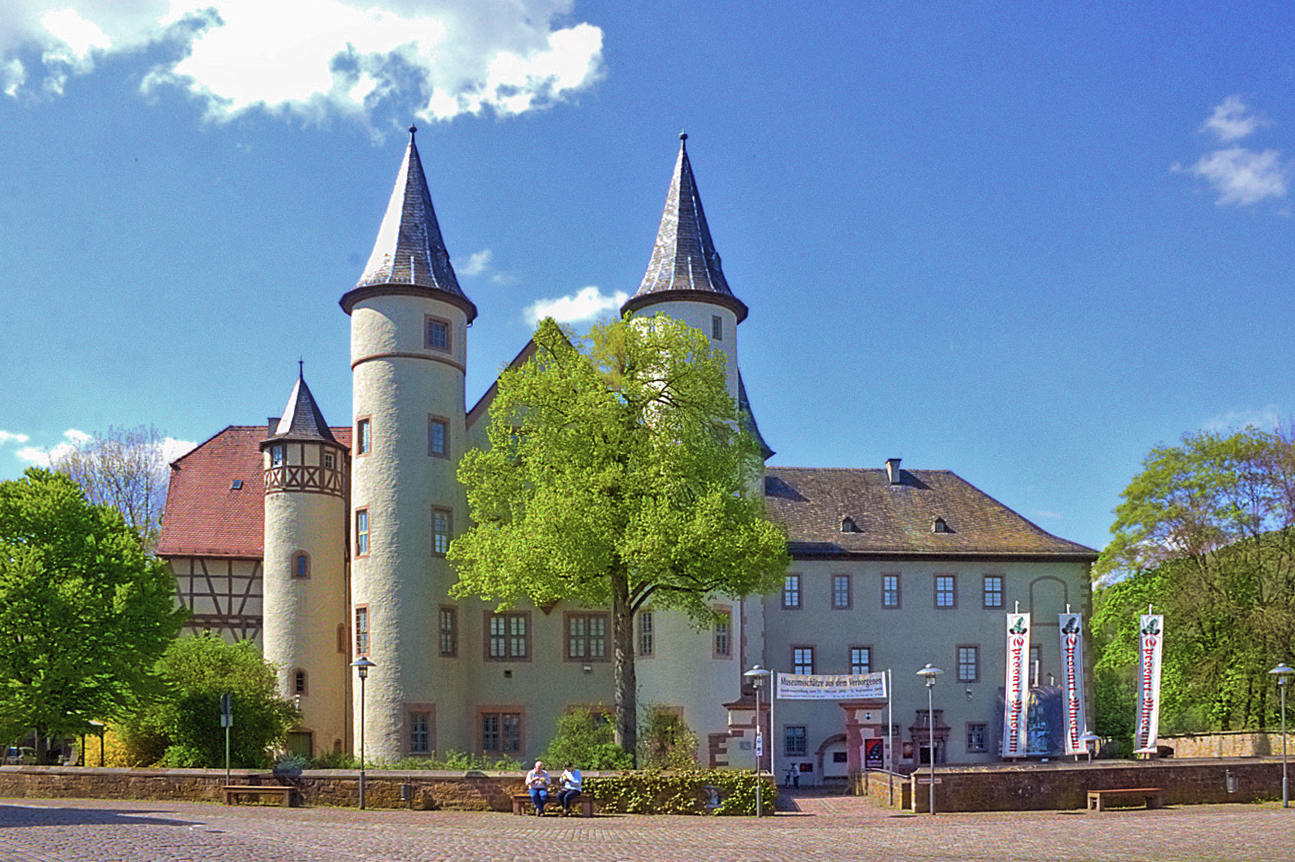
Das Schloss in Lohr am Main beherbergt das Spessartmuseum

- In Lohr am Main ist im Schloss das Spessartmuseum untergebracht. Dargestellt werden Geschichte und Erzeugnisse aus dem Spessart, insbesondere Glas und Spiegel, sowie Schmiede- und Gießereiprodukte.
- Die früher herausragende Bedeutung der Glasherstellung im Spessart wird in Wertheim eigens in einem Glasmuseum gewürdigt.
- Das Lapidarium in Neustadt am Main über dem ehemaligen Kapitelsaal der Abteikirche zeugt von der karolingischen Vergangenheit der Benediktinerabtei. Das wohl bedeutendste Stück stellt der sogenannte Gertraudenmantel dar. Öffnung auf Anfrage im Kloster oder im Pfarrbüro.
- Eine repräsentative Darstellung der Mineralogie und Geologie des Spessarts findet man im Naturkundlichen Museum Schönborner Hof in Aschaffenburg.
- Das Biebergrundmuseum in Biebergemünd zeigt neben Trachten der Region vor allem Ausstellungsstücke zum Bergbau im Spessart. Weitere Schwerpunkte liegen auf den Auswirkungen von Spessartbahn sowie der Land- und Forstwirtschaft.
- Ein Fahrradmuseum ist die „Pedalwelt“ in Heimbuchenthal.
- In Altenbuch eröffnete 2012 das Heimatmuseum im neu renovierten „Haus der Armen Schulschwestern“. Führungen auf Anfrage.
- Heimatmuseum in Weibersbrunn im alten Schwesternhaus. Glas aus der Weibersbrunner Glashütte und anderen Spessartorten. Führungen auf Anfrage.
- Die Bahnstrecke Wächtersbach–Bad Orb, eine Dampfkleinbahn, verkehrt an Sonn- und Feiertagen als Museumsbahn.

### Wanderwege

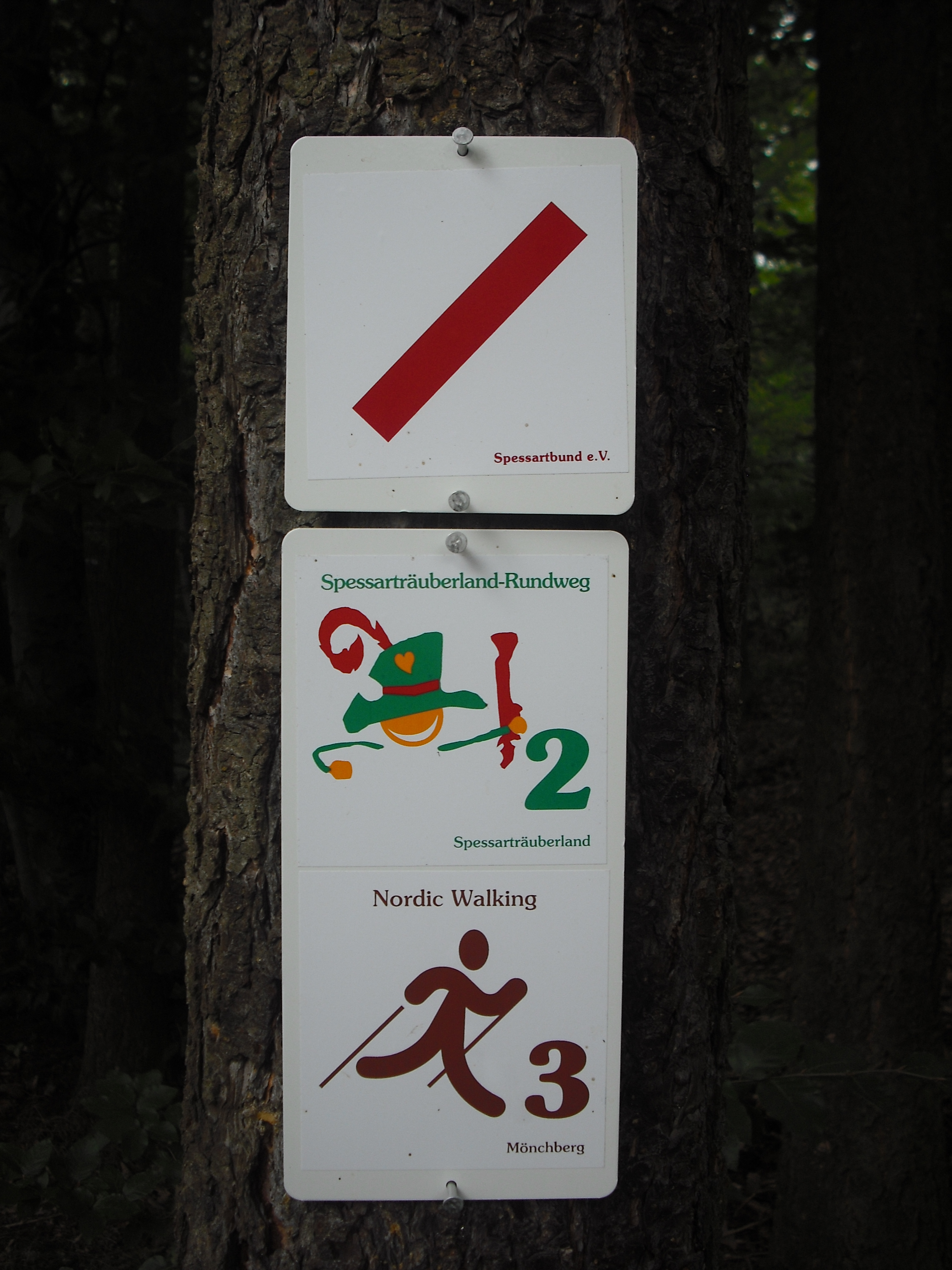
Markierung von Wanderwegen im Spessart

Der Spessart ist seit vielen Jahrzehnten durch markierte Wanderwege für Wandertouristen erschlossen. Außergewöhnlich alt und vermutlich schon über 2.000 Jahre in Gebrauch ist der Eselsweg, eine so genannte Altstraße, die über den Hauptkamm des Spessarts führt und vermutlich ihren Namen von den Eselskarawanen des Mittelalters erhalten hat. Heute ist der Eselsweg eine mit einem schwarzen „E“ auf weißem Grund markierter Fernwanderweg, der den Spessart fast ohne Ortsberührung in Nord-Süd-Richtung quert (ähnlich dem Rennsteig im Thüringer Wald).
Fast ebenso bekannt ist die Birkenhainer Straße, ein mittelalterlicher Heer- und Handelsweg zwischen Rheinfranken und Ostfranken. Er verbindet auf 71 km Länge Hanau mit Gemünden am Main. Heute ist die Birkenhainer Straße ein Fernwanderweg, der mit schwarzen „B“ auf weißem Grund gekennzeichnet ist. In der Pfinzing Karte von 1592(62) ist die Birkenhainer Straße nicht erkennbar.
Der Spessart wird außerdem vom Maintalhöhenringweg, („R“) auf drei Seiten eingerahmt.
Der 1990 angelegte Fränkische Rotwein Wanderweg ist besonders für Weintrinker interessant und wird intensiv beworben. Er verläuft am Westrand des Spessarts entlang dem Maintal.
Durch den Spessart führen zahlreiche Kulturwege des Archäologischen Spessart-Projekts e. V. Sie widmen sich verschiedenen Schwerpunktthemen zur Landschaft und ihrer Nutzung durch den Menschen und wollen den Spessart als Kulturlandschaft näher bringen. Die Wege werden seit 1998 im Rahmen der Programme European Cultural Paths und European Pathways to Cultural Landscapes entwickelt. Das Logo der Kulturwanderwege ist, in Anlehnung an die Europafahne, ein gelber Sternenkranz mit einem gelben Boot in der Mitte auf blauem Grund.
Seit 2012 führt der Spessartbogen rund 90 km durch den hessischen Spessart von Langenselbold über Bad Orb nach Schlüchtern.
Durch den Spessart führt der Limesweg des Spessartbunds als Teilabschnitt des Deutschen Limes-Wanderwegs.
Durch das Himmelreich verläuft der Heunweg. Der Heunweg verlief von Urphar kommend, durch die ehemalige Furt, auf die andere Seite des Mains. Dann durch das Himmelreich, dort befand sich einst die Wettenburg, dann durch den Bettingberg und Eichberg, vorbei am denkmalgeschützten Bildstock am Erbschlag aus dem Jahr 1680, nach Unterwittbach. Der Heunweg verlief nie durch Kreuzwertheim, dennoch wurde vor kurzem diese falsche Beschilderung vom Spessartbund durchgeführt.

### Spessartbund

Vereinslogo des Spessartbund e. V.

Aschaffenburg ist der Hauptsitz des Spessartbundes, der 18.000 Mitglieder in 91 Ortsgruppen vereint. Dieser Verein ist wiederum Mitglied im Verband Deutscher Gebirgs- und Wandervereine sowie dessen Landesverbänden in Bayern und Hessen.
Die Ortsverbände verteilen sich auf den Raum von Bad Orb im Norden bis Tauberbischofsheim im Süden, von Frankfurt am Main im Westen bis Würzburg im Osten.
Die Geschichte des Spessartbundes beginnt mit der Gründung des „Freigerichter Bundes“ durch den Studenten Karl Kihn im Jahre 1876. Nach Gründung von zahlreichen Zweigvereinen formierte sich 1912 eine Arbeitsgemeinschaft, die den Kern des im Jahre 1913 in Hanau gegründeten Spessartbundes bildete. Im Jahre 1927 wurde der Bund in das Vereinsregister eingetragen.
Heute haben der Spessartbund und seine Ortsgruppen folgende Ziele und Aufgaben:
- Naturschutz und Landschaftspflege
- Förderung des Wanderns für jedermann
- Förderung, Pflege und Erhaltung von Kulturwerten
- Jugendarbeit
- Anlage und Betreuung von Wanderwegen, Schutzhütten, Wanderkarten

### Schutzgebiete
In Teilen des Spessarts wurden Schutzgebiete ausgewiesen: Naturparke, Landschaftsschutzgebiete und Naturschutzgebiete. Wegen der besonderen Schutzwürdigkeit als größtes zusammenhängendes Mischwaldgebiet Deutschlands, wird die Einrichtung eines Nationalparks derzeit diskutiert.

### Naturparks

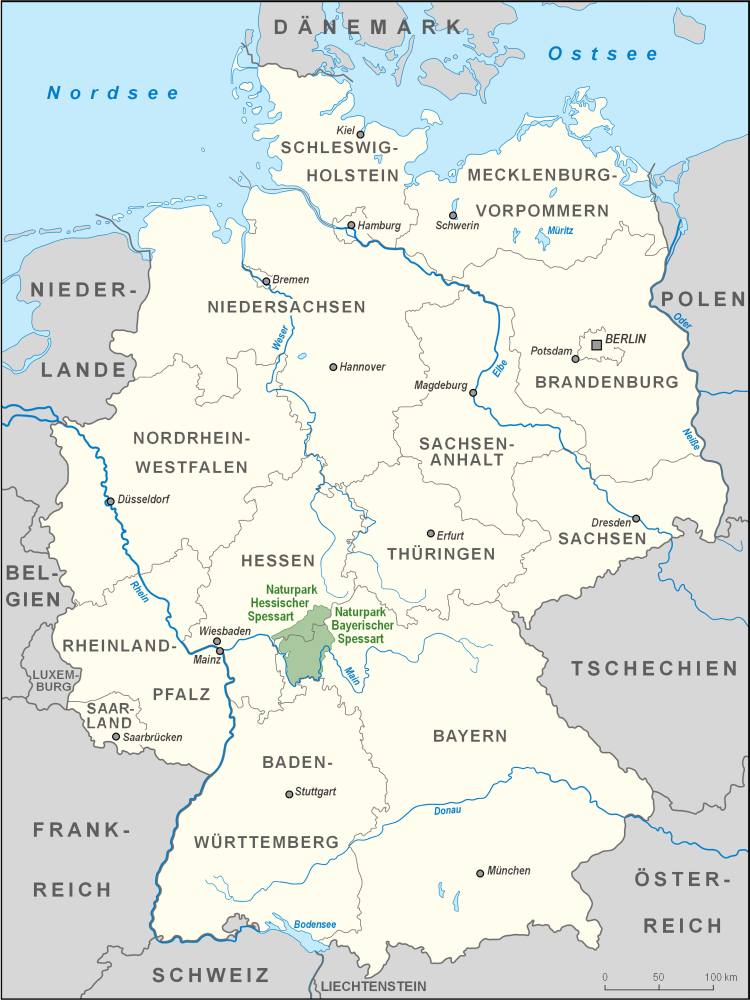
Lage des Naturpark Spessart (Bayerischer Spessart) und Naturpark Hessischer Spessart

Der Spessart liegt heute auf dem Gebiet der Bundesländer Bayern und Hessen, was zur Gründung zweier Naturparks geführt hat:
- Der Naturpark Spessart (auch Bayerischer Spessart, 1960 gegründet) in Nordwest-Bayern ist 1710 km² groß und liegt im südlichen Spessart (Mainviereck).
- Der Naturpark Hessischer Spessart (auch Hessischer Spessart, 1963 gegründet) in Südost-Hessen ist 740 km² groß und liegt im nördlichen Spessart.

### Landschaftsschutzgebiete
Landschaftsschutzgebiete im Spessart sind:
- Grund- und Bergwiesen im Einzugsbereich von Jossa und Sinn (2435004)
- Lindigwald in der Gemarkung Karlstein (00293.02)
- LSG in den Gemarkungen Kahl am Main und Alzenau in Ufr. (00293.01)
- LSG innerhalb des Naturparks Spessart (ehemals Schutzzone) (00561.01)
- Mainwiesen (00594.01)

### Naturschutzgebiete
Die folgenden Naturschutzgebiete (alphabetisch sortiert; mit NSG-Nummern) liegen im bayerischen Spessart:
- Alzenauer Sande (00439.01)
- Amphibienfreistätte Sommergrund (00232.01)
- Amphibienfreistätte Speckkahl (00187.01)
- Aubachtal bei Wildensee (00380.01)
- Auenwald bei Erlenfurt (00562.01)
- Buntsandsteinbruch Dorfprozelten (00297.01)
- Buntsandsteinbruch Reistenhausen (00172.01)
- Dörngraben bei Haibach (00339.01)
- Ehemaliger Standortübungsplatz Aschaffenburg und Altenbachgrund (00748.01)
- Feuchtwiesen im Sulzbachtal (00262.01)
- Graureiherkolonie am Salzberg (00101.01)
- Grohberg (00290.01)
- Hafenlohrtal (00333.01)
- Mainauen bei Sulzbach und Kleinwallstadt (00476.01)
- Metzgergraben – Krone (00414.01)
- Naturwaldreservat Eichhall (00740.01)
- Naturwaldreservat Gansbrunn (00598.01)
- Naturwaldreservat Hoher Knuck (00596.01)
- Naturwaldreservat Kreuzbuckel (00597.01)
- Naturwaldreservat Schubertswald (00599.01)
- Rohrberg (00297.01)
- Romberg (00536.01)
- Sinngrund (00559.01)
- Spessartwiesen (00586.01)
- Unteres Schondratal (00195.01)
- Vogelschutzgebiet Gustavsee (00382.01)
- Wald am Busigberg bei Großheubach (00606.01)
- Wald an der Mainhölle bei Großheubach (00607.01)
- Weihersgrund (00550.01)

Ein Großteil der Naturschutzgebiete im Main-Kinzig-Kreis befinden sich im hessischen Spessart:
- Altholzinsel Gretenberg (1435001)
- Am Bubenrain bei Waldensberg (1435052)
- Am Stein bei Elm (1435067)
- Autal bei Bad Orb (1435035)
- Basaltmagerrasen bei Gundhelm (1435053)
- Beilstein (1435002)
- Bellinger Berg (1435040)
- Die großen Wiesen von Mottgers (1435041)
- Ebertsberg bei Elm (1435068)
- Erlenberg bei Weichersbach (1435050)
- Feuchtwiesen bei Ahl (1435074)
- Feuchtwiesen bei Aufenau (1435043)
- Hailerer Sonnenberg (1435004)
- Hainberg bei Elm (1435065)
- Hardt bei Bernbach (1435079)
- Hohe Wiese und Steinfirst bei Breunings (1435070)
- Hoher Berg bei Lettgenbrunn (1435029)
- Hundsgraben bei Elm (1435066)
- Im Escherts bei Hutten (1435069)
- Kinzigaue bei Gelnhausen (1435085)
- Kirschenwiesen von Marjoß (1435006)
- Lietebach und Kelterberg von Ahlersbach und Hohenzell (1435086)
- Lochborn von Bieber (1435007)
- Müsbrücke-Speckesteg (1435045)
- Neudorfwiesen bei Steinau (1435030)
- Niederrodenbacher Steinbrüche (1435008)
- Ohlsteinbruch bei Steinau an der Straße (1435034)
- Orbquelle bei Bad Orb (1435083)
- Ratzerod bei Neuengronau (1435036)
- Röhrig von Rodenbach (1435010)
- Rote Lache von Wolfgang (1435022)
- Sahlensee bei Mernes (1435011)
- Sämanns- und Waschwiesen bei Seidenroth (1435076)
- Seewiesenweiher bei Steinau an der Straße (1435088)
- Sinnwiesen von Altengronau (1435047)
- Steinaubachtal bei Steinau an der Straße (1435054)
- Stephanskuppe bei Sterbfritz (1435023)
- Stoppelsberg bei Weichersbach (1435039)
- Struth von Altengronau (1435024)
- Strutwiesen bei Steinau (1435073)
- Teufelsloch und Almosenwiese bei Steinau an der Straße (1435012)
- Tongrube von Hailer (1435028)
- Tongrube von Meerholz (1435026)
- Waizenberg bei Hohenzell (1435038)
- Waldweiher bei Bad Soden-Salmünster (1435013)
- Weinberg bei Bellings (1435080)
- Weinberg bei Hohenzell (1435075)
- Weinberg bei Steinau (1435014)
- Weinberg und Giebel bei Elm (1435087)
- Weinberg von Neuengronau (1435015)
- Weiperz-Berg bei Breunings und Weiperz (1435032)
- Westerngrund von Neuengronau und Breunings (1435018)
- Wiesbüttmoor (1435016)
- Zelleraue bei Salmünster (1435042)
- Zienerwiesen von Oberzell (1435055)

### Nationalpark
Für den Bereich des bayerischen Hochspessarts als Kern des größten deutschen Laubmischwaldes war geplant, den Nationalpark Spessart auszuweisen. Hierbei war der Spessart allerdings nicht die einzige Region, die für den dritten Nationalpark in Frage kam. Der Nationalpark sollte rund 109 km² einnehmen. Dies entspricht weniger als 4,5 % der Fläche des Naturparks. Neben der regionalen Eigenart des Brennholzrechts, ein in Grundbüchern verbürgtes Recht zum Sammeln von Holz aus dem staatlichen Teil des Waldes, profitieren vor allem Unternehmen vom Holzeinschlag; diese versuchten, die Einrichtung des Nationalparks zu verhindern. Wohl wegen heftigen Widerstands wurden die Pläne im Juli 2017 fallen gelassen.

## Wirtschaft und Infrastruktur

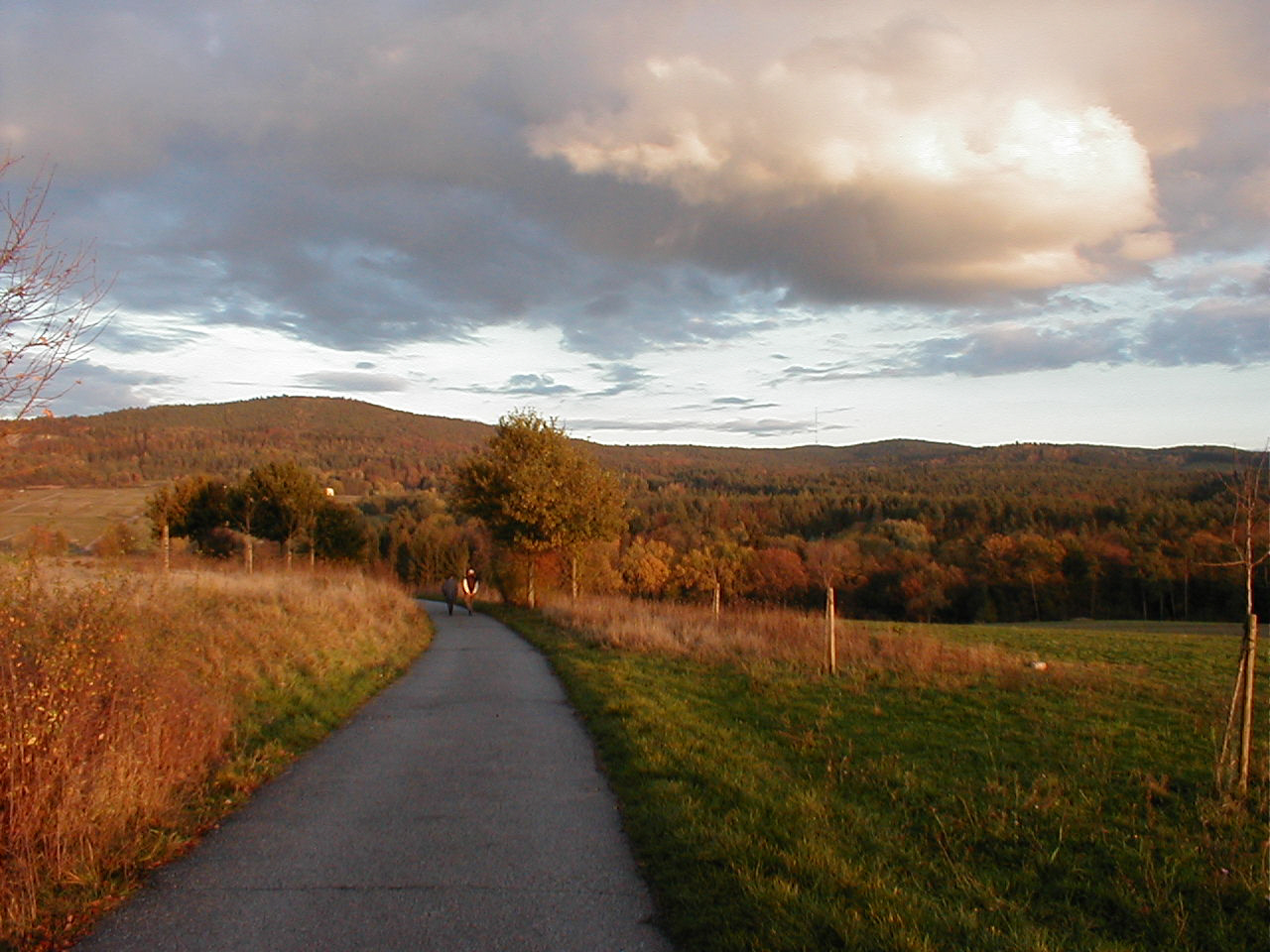
Blick auf den Spessart vom „Neurod“, einem Naherholungsgebiet südlich von Aschaffenburg

Der Spessart, insbesondere der Naturpark Spessart, lebt inzwischen in hohem Maß vom Tourismus. Der Wald als (Nah-)Erholungsgebiet bietet vielerlei Möglichkeiten der Freizeitgestaltung. Die malerischen Fachwerkstädte entlang des Mains wie Gemünden, Lohr, Marktheidenfeld, Wertheim, Miltenberg, Klingenberg oder die Residenzstadt Aschaffenburg sind attraktive Ausflugsziele.

### Verkehr
Die Bundesautobahn 3 (A 3; Frankfurt am Main–Würzburg) sowie die Bundesstraßen 26 und 276 durchqueren den Spessart. Die Deutsche Ferienroute Alpen–Ostsee und die Spessart-Höhenstraße führen durch den bayerischen und hessischen Spessart.
Die Main-Spessart-Bahn Würzburg–Aschaffenburg(–Frankfurt am Main) (Kursbuchstrecke 800) verlässt in Lohr das Maintal und verlief durch den Spessart über Partenstein, Wiesthal, Heigenbrücken, Laufach und Hösbach nach Aschaffenburg. Seit Juni 2017 wird zwischen Wiesthal und Laufach eine für den Güterverkehr und den Hochgeschwindigkeitsverkehr Würzburg–Frankfurt ausgebaute, steigungsärmere Strecke genutzt. Eine seit langem diskutierte, aber bisher nicht umgesetzte Strecke durch den Spessart ist die (Mottgers-Spange).

### Ansässige Unternehmen
In Lohr sitzen die Bosch Rexroth AG, in Laufach die Eisenwerke Düker und in Biebergemünd Engelbert Strauss. Nach wie vor gibt es im Spessart viele holzverarbeitende Betriebe.

## Der Spessart in der Literatur

### Spessartsagen
Schauererzählungen, Sagen und Märchen aus dem Spessart genießen Bekanntheit über die Region hinaus. So wurde bereits das Grimmsche Märchen vom Schneewittchen im Spessartstädtchen Lohr am Main verortet und auch andere bekannte Sagenfiguren wie Frau Holle tauchen in regionalen Sagen immer wieder auf. Das Aaleborgfraale gehört bis in die heutige Zeit zu den bekanntesten Sagenfiguren des Spessart. Die Erzählungen beschreiben sie als ein Wesen in Frauengestalt, welches das ganze Jahr über einen uralten Schatz in den Ruinen der legendenhaften Altenburg bewacht. Ausschließlich in der Johannisnacht können Schatzsucher sie überlisten, jedoch nur, wenn bei der Bergung der Truhe kein Sterbenswort gesagt wird. Gelingt dies nicht, erscheint beim Öffnen der Truhe kein Schatz und der Kiste entsteigt stattdessen die grauenhafte Gestalt des Aaleborgfraale in weißem Gewand. Volkskundler stoßen heute noch auf Berichte Einheimischer von Begegnungen mit der kulturell tief im Spessart verwurzelten Sagenfigur.

#### Volkskunde
Um den Erhalt der Sagen, größtenteils Schauererzählungen, vereinzelt aber auch ironische Moralgeschichten, hat sich für die heutige Zeit vor allem der Aschaffenburger Lehrer und Volkskundler Valentin Pfeifer (1886–1964) verdient gemacht. Sein Buch Spessart-Sagen erfuhr bisher 17 Auflagen. Darüber hinaus betrieb Pfeifer Forschungen und veröffentlichte Werke über Sagen, Märchen, Geschichten und Bräuche des Spessarts. In seinem Buch Spessartvolk (1929) berichtet er nicht nur über die Gebräuche und Sitten im Spessart, auch der Aberglaube, der in der Volksmedizin sehr verbreitet war, findet hier seinen Platz. Weitere Sagen und Gruselgeschichten aus der Region finden sich in dem von Wolfgang Weismantel herausgegebenen Band Von Aufhockern, schönen Frauen und anderen Dämonen: Spessartsagen auf der Spur.

### Das Wirtshaus im Spessart
Das Wirtshaus im Spessart ist die Rahmenerzählung des dritten Bandes von Wilhelm Hauffs Märchenalmanach, zuerst veröffentlicht als „Maerchenalmanach für Söhne und Töchter gebildeter Stände auf das Jahr 1828“ in Stuttgart. Hauff verfasste die Erzählung auf der Grundlage von Washington Irvings Erzählung The Inn at Terracina, welche den Rahmen von The Italian Banditti (1824, dt. 1826) bildet, sowie angeregt durch E.T.A. Hoffmanns Erzählung Die Räuber (1820/21). In die Erzählung eingebettet sind die Erzählungen Die Sage vom Hirschgulden, Das kalte Herz (in zwei Abteilungen), „Saids Schicksale“ und „Die Höhle von Steenfoll“.
Adolf Wenter verfilmte 1923 den Stoff im Film Das Wirtshaus im Spessart (1923).
Der Regisseur Kurt Hoffmann drehte 1957 den Spielfilm Das Wirtshaus im Spessart (1958) frei nach Hauffs Erzählung, der am 15. Januar 1958 uraufgeführt und einer der erfolgreichsten deutschen Filme der 1950er Jahre wurde. Mit Liselotte Pulver in der weiblichen Hauptrolle wurde der Film ein Sensationserfolg. Ihm folgten mit ähnlichen Titeln die Filme Das Spukschloß im Spessart von 1960 und Herrliche Zeiten im Spessart von 1967. Diese Filme waren nicht mehr an die Motive von Wilhelm Hauff angelehnt.
Aufführungen einer Bearbeitung für das Theater finden in unregelmäßigen Abständen auf der Freilichtbühne am Wasserschloss Mespelbrunn nahe dem Originalspielplatz statt. Als „Original“-Wirtshaus wird das Gasthaus „Zur Post“ in Mespelbrunn-Hessenthal vermutet, in dem Wilhelm Hauff sehr wahrscheinlich auf seiner Reise von Nördlingen nach Frankfurt im Jahre 1826 Station gemacht haben dürfte. Auch passt die Beschreibung als langgestrecktes, eingeschossiges Gebäude. Das eventuell ebenfalls in Frage kommende Wirtshaus in Rohrbrunn war seit 1820 keine Poststation mehr.
Die literarische und filmische Umsetzung des alten Sagenstoffes trägt bis heute wesentlich zur Identitätsbildung der Spessartregion bei.
In freier Anlehnung an Das Wirtshaus schrieb Autor Jason Dark seinen Roman Das Horror-Schloss im Spessart innerhalb der Reihe Geisterjäger John Sinclair, erschienen im Bastei-Lübbe-Verlag, Bergisch Gladbach (heute Köln).

### Der Kampf im Spessart
Vom Spessartförster Wilderich Buchrodt erzählt die bei Reclam erschienene Novelle Der Kampf im Spessart von Levin Schücking. Buchrodt formiert darin einen Aufstand gegen die Franzosen, die sich nach der verlorenen Schlacht um Würzburg 1796 auf ihrem Rückzug durch den Spessart befinden. Die Erzählung endet mit der Befreiung Frankfurts.
Vermutlich erhielt Schücking seine Inspiration für die Novelle von der Inschrift auf einem Gedenkstein im Zentralspessart, auf dem es heißt:

„1796 hat an dieser Stelle der Kurmainzische Oberförster Heinrich Sternheimer in Heigenbrücken und seinem treuen Helfer Jakob vier Franzosen und einen Offizier erschossen, welcher mit seiner Abteilung das ganze Dorf ausgeplündert hatten und ihnen ihre Beute auf dem Marsche nach Aschaffenburg abjagte.“

## Persönlichkeiten
- Julius Echter von Mespelbrunn (1545–1617), Fürstbischof von Würzburg und Herzog von Franken.
- Maria Happel (* 1962), Schauspielerin

## Berge

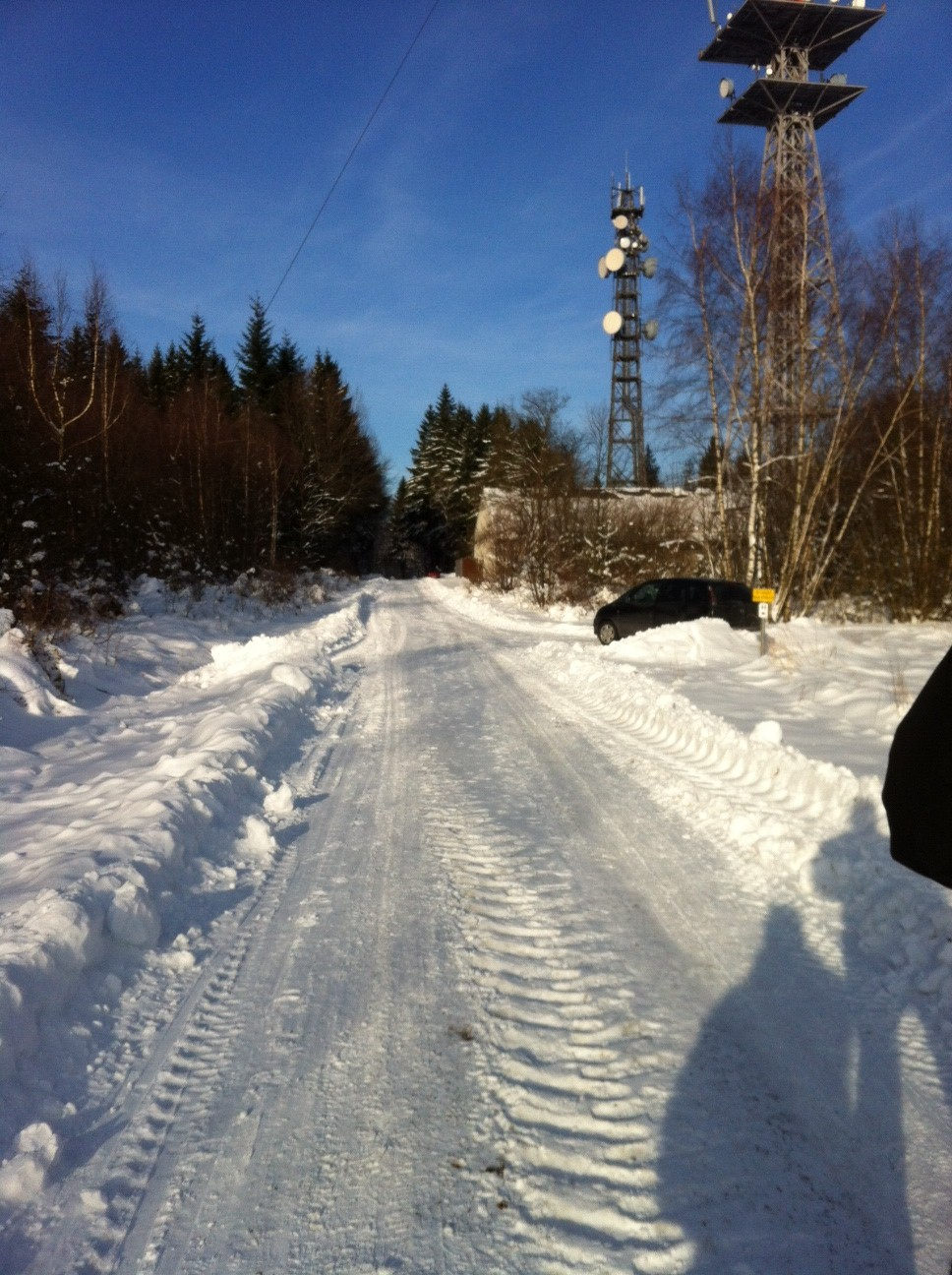
Weg über den Gipfel des Geiersberg

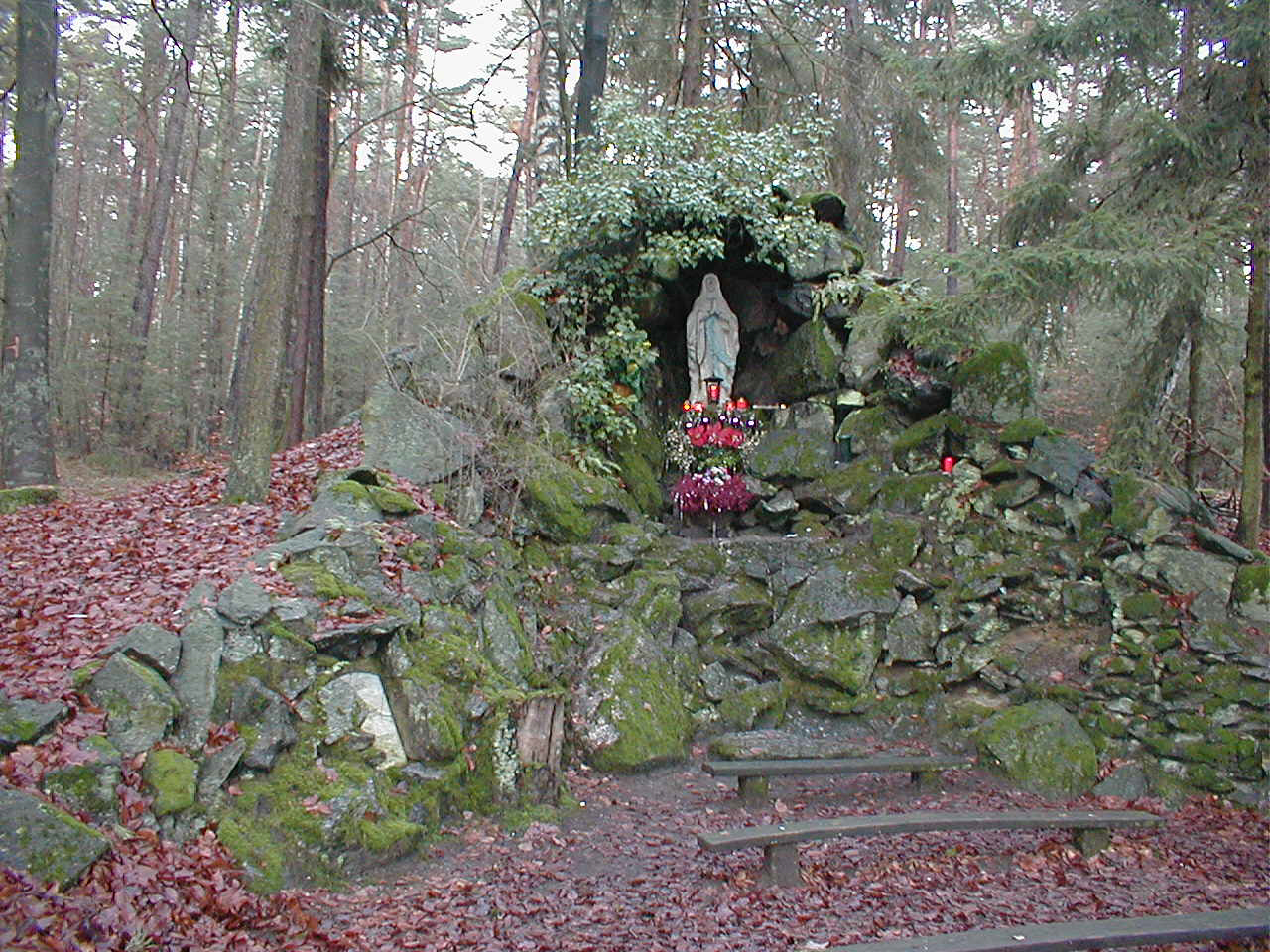
Mariengrotte im Obernauer Wald Stationenweg von Obernau zur Waldkapelle Maria Frieden

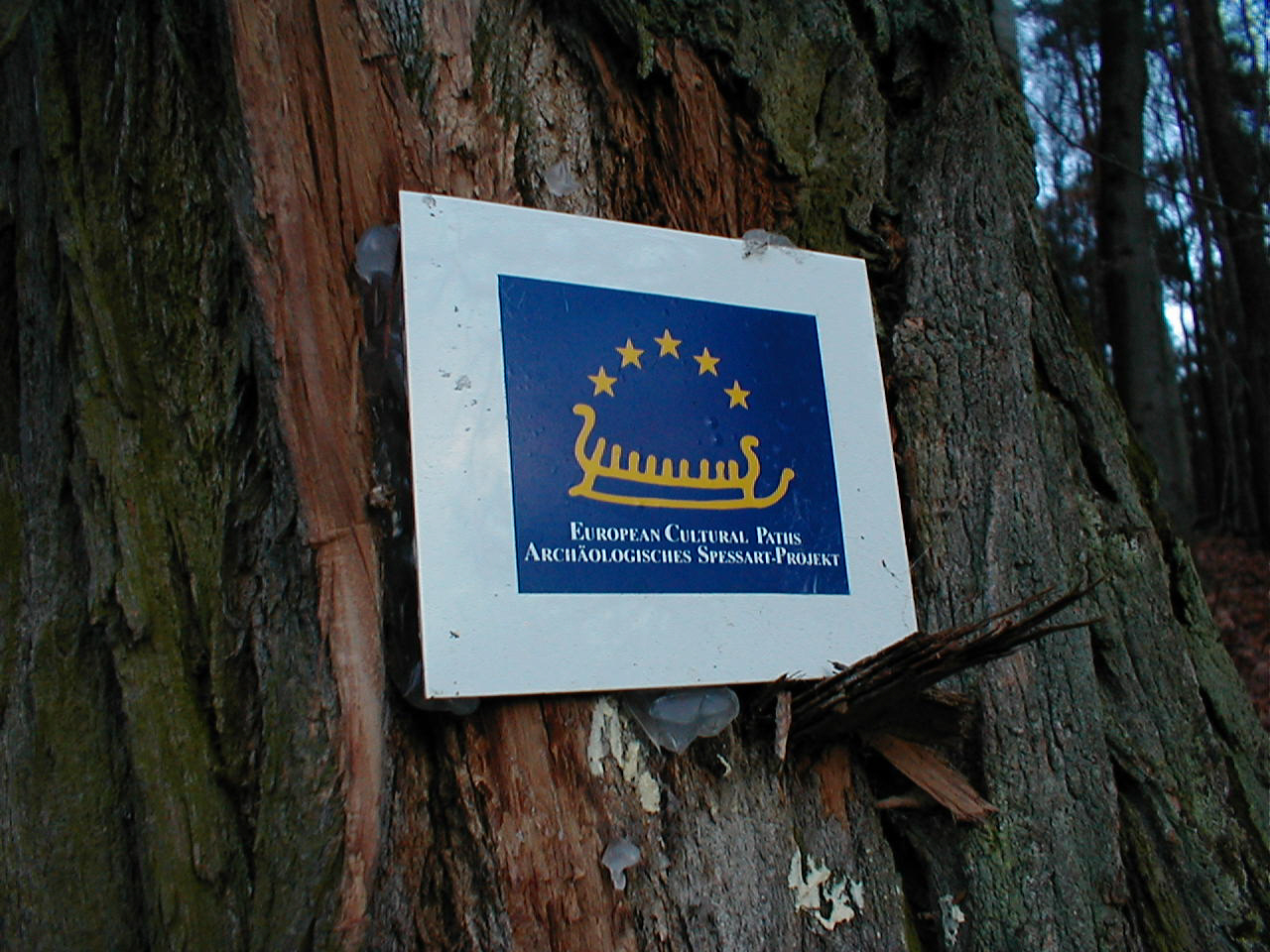
Hinweisschild des Archäologischen Spessart-Projekts

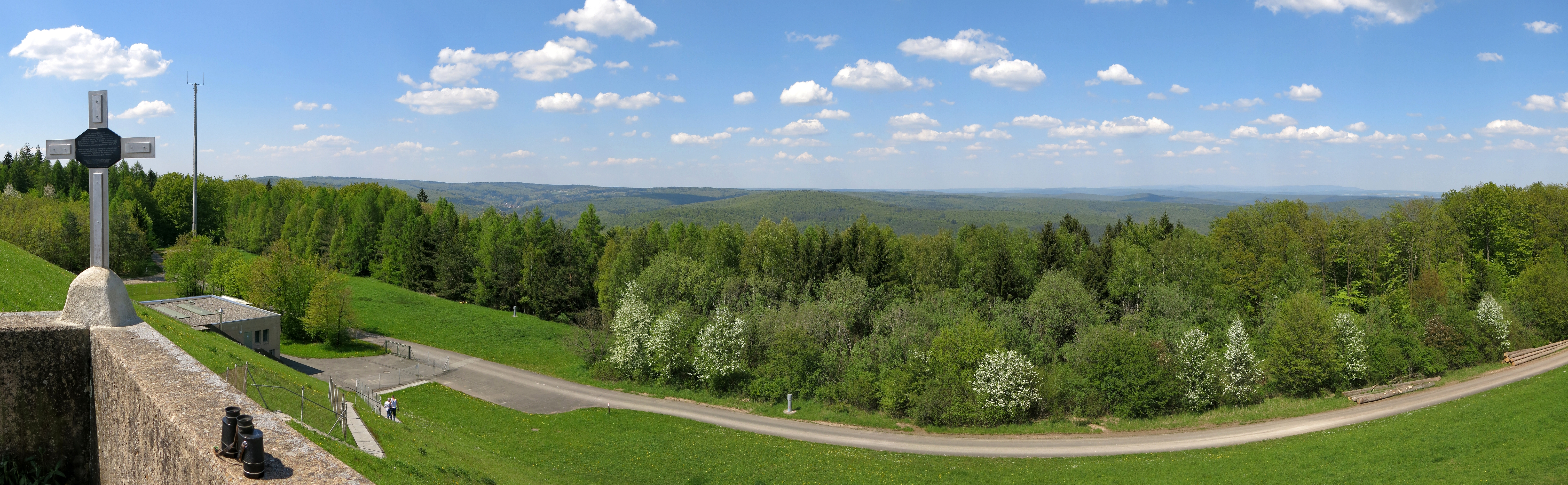
Blick von der Aussichtsplattform des Pumpspeicherwerks auf der Sohlhöhe Richtung Norden.

Die höchsten Berge und Gipfel des Spessarts sind (nach Höhe sortiert):
- Geiersberg (586 m), Grenze Landkreis Aschaffenburg-Landkreis Main-Spessart, Bayern
- Lärchhöhe (573 m), Landkreis Aschaffenburg, Bayern
- Hohe Warte (572 m), Landkreis Aschaffenburg, Bayern
- Hermannskoppe (567 m), Grenze Bayern-Hessen
- Querberg (567 m), Grenze Landkreis Aschaffenburg-Miltenberg, Bayern
- Heinrichsruck (Spessart) (556 m), Landkreis Main-Spessart, Bayern
- Klosterkuppel (552,1 m), Landkreis Main-Spessart, Bayern
- Kropfschnabel (550 m), Altenbuch, Landkreis Miltenberg, Bayern
- Geierskopf (549 m), Landkreis Aschaffenburg, Bayern
- Heiligenküppel (546 m), Main-Kinzig-Kreis, Hessen
- Weickertshöhe (546 m), Landkreis Main-Spessart, Bayern
- Eichenberg (544 m), Landkreis Main-Spessart, Bayern
- Steckenlaubshöhe (542 m), Landkreis Main-Spessart, Bayern
- Horst (540 m), Main-Kinzig-Kreis, Hessen
- Hoher Knuck (539 m), Landkreis Main-Spessart, Bayern
- Heideberg (538 m), Landkreis Miltenberg, Bayern
- Hirschhöhe (537 m), Landkreis Main-Spessart, Bayern
- Hirschberg (Bayerischer Spessart) (535 m), Landkreis Main-Spessart, Bayern
- Hirschberg (Hessischer Spessart) (535 m), Main-Kinzig-Kreis, Hessen
- Bauhöhe (533 m), Landkreis Main-Spessart, Bayern
- Sohlhöhe (530 m), Landkreis Main-Spessart, Bayern
- Flörsbacher Höhe (529 m), Main-Kinzig-Kreis, Hessen
- Schindershöh (522 m; Fernmeldeturm), Landkreis Aschaffenburg, Bayern
- Obere Waldspitze (521 m), Grenze Bayern-Hessen
- Geishöhe (521 m; mit Aussichtsturm), Landkreis Aschaffenburg, Bayern
- Schwarzer Berg (521 m), Main-Kinzig-Kreis, Hessen
- Gaulskopf (519 m), Landkreis Main-Spessart, Bayern
- Hanauer Berg (519 m), Landkreis Main-Spessart, Bayern
- Erkelshöhe (517 m), Landkreis Aschaffenburg, Bayern
- Markberg (516 m), Main-Kinzig-Kreis, Hessen
- Roßkopf (516 m), Grenze Bayern-Hessen
- Großer Goldberg (515 m), Grenze Bayern-Hessen
- Agneshöhe (513 m), Landkreis Miltenberg, Bayern
- Hengstkopf (506 m), Landkreis Aschaffenburg, Bayern
- Pfirschhöhe (502 m), Landkreis Main-Spessart, Bayern
- Steigkoppe (502 m), Landkreis Aschaffenburg, Bayern, Hain im Spessart
- Beilstein (499,5 m; mit Burgruine), Main-Kinzig-Kreis, Hessen
- Spitzenstein (484 m), Landkreis Miltenberg, Bayern
- Wellersberg (479 m), Main-Kinzig-Kreis, Hessen
- Schwarzkopf (460 m), Landkreis Aschaffenburg, Bayern, Hain im Spessart
- Borberg (454 m), Landkreis Aschaffenburg, Bayern, Hain im Spessart
- Ospis (439 m; mit Gipfelkreuz), Landkreis Miltenberg, Bayern
- Hahnenkamm (437 m; mit Aussichtsturm), Landkreis Aschaffenburg, Bayern
- Eckardskopf (433 m), Grenze Bayern-Hessen
- Pfaffenberg (432 m; mit Sendeanlage), Landkreis Aschaffenburg und Miltenberg, Bayern
- Rottenberg (408 m), Landkreis Aschaffenburg, Bayern
- Lindenberg (402 m), Landkreis Aschaffenburg, Bayern, Hain im Spessart
- Bischling (374 m), Landkreis Aschaffenburg, Bayern, Laufach

Kleine Höhenzüge im Spessart sind:
- Orber Reisig (bis 540 m), zwischen Bad Orb und Jossgrund.
- Eselshöhe (bis 522 m), zwischen Wiesen und Wintersbach.
- Sailhöhe (bis 517 m), zwischen Wiesen und Frammersbach.
- Hahnenkamm (bis 436 m), zwischen Michelbach und Rückersbach.
- Sölzert (bis 371 m), zwischen Michelbach und Horbach.

## Filmdokumentationen
- Bilder einer Landschaft: Im bayerischen Spessart. Film von Vera Botterbusch, 45 Minuten, BR 2005.
- Wildes Deutschland: Spessart und Steigerwald. Deutsche TV-Dokumentation (2015) von Marion Pöllmann, 44 Minuten.

### Allgemeine Literatur
- Irene Reif: Am Anfang war der Wald. Memoiren an den Spessart. In: Franken – meine Liebe, Oberfränkische Verlagsanstalt, Hof 1989, S. 83 f, ISBN 3-921615-91-7

### Geologie
- Gisbert Diederich, Manfred Laemmlen, Ralf Villwock: Das obere Biebertal im Nordspessart. Neugliederung des Unteren Buntsandstein, Exkursionsführer und geologische Karte. Hessisches Landesamt für Bodenforschung, Wiesbaden 1964, Inhaltsverzeichnis
- Hans Murawski: „Nur ein Stein“: Einführung in die geologische Entwicklung und die geologische Erforschungsgeschichte des Spessarts. Museen der Stadt, Aschaffenburg 1992, ISBN 3-924436-03-7, Inhaltsverzeichnis
- Joachim Lorenz: Spessartsteine: Spessartin, Spessartit und Buntsandstein – eine umfassende Geologie und Mineralogie des Spessarts; geographische, geologische, petrographische, mineralogische und bergbaukundliche Einsichten in ein deutsches Mittelgebirge, mit 134 Tabellen. Helga Lorenz Verlag, Karlstein a. Main 2010, ISBN 978-3-00-031788-0, Inhaltsverzeichnis
- Martin Okrusch, Gerd Geyer, Joachim Lorenz: Spessart: geologische Entwicklung und Struktur, Gesteine und Minerale. Borntraeger, Stuttgart 2011, ISBN 978-3-443-15093-8, Inhaltsverzeichnis

### Tourismus
- Dietz, Ad.: Wegweiser durch den Spessart, mit Touristenweg-Karte in farbiger Ausführung der Haupt- und Neben-Routen durch den Spessart ; nebst einem Anhang mit Notizen für Radfahrer hinsichtlich Erhebung und Senkung des Strassennetzes und der örtlichen Entfernungen unter sich, im Einzelnen wie im Ganzen sowie der Anschluss-Routen durch den Odenwald im Massstab 1:150,000, Würzburg. Digitalisate der BSB München: Ausgaben 1893 und 1898.

### Bergbau
- Franz Ludwig von Cancrin: Geschichte und systematische Beschreibung der in der Grafschaft Hanau Münzenberg, in dem Amte Bieber und andern Aemtern dieser Grafschaft, auch den dieser Grafschaft benachbarten Ländern gelegenen Bergwerke. Mit einer Kupfertafel. Christian Gottlieb Hertel, Leipzig 1787 (Nachdruck mit einer Biografie des Verfassers, einer Bibliografie seiner Schriften und einem Glossar bergtechnischer Begriffe, herausgegeben durch Ernst Ludwig Hofmann, Verlag Orbensien, Bad Orb 1979, 2. Auflage als Sonderdruck zum Jubiläum „500 Jahre Bergbau in Bieber“ erschienen) Digitalisat der Bayerischen Staatsbibliothek
- Klaus Freymann: Der Metallerzbergbau im Spessart: ein Beitrag zur Montangeschichte des Spessarts. Geschichts- und Kunstverein, Aschaffenburg 1991, ISBN 3-87965-054-3, Inhaltsverzeichnis

### Wald und Natur
- Hans Weber: Die Geschichte der Spessarter Forstorganisation. Ein Beitrag zur Deutschen Forstgeschichte. Bayerischer Landwirtschaftsverlag, München 1954, Inhaltsverzeichnis
- Johann Ludwig Klauprecht: Forstliche Statistik des Spessarts. Daniel Knode, Aschaffenburg 1826, Digitalisat der Bayerischen Staatsbibliothek
- 10 Jahre Biber im hessischen Spessart. Hessische Landesanst. für Forsteinrichtung, Waldforschung und Waldökologie, Gießen 1998
- Stefan Zerbe: Die Wald- und Forstgesellschaften des Spessarts mit Vorschlägen zu deren zukünftigen [zukünftiger] Entwicklung. Naturwissenschaftlicher Verein, Aschaffenburg 1999, Literaturverz. S. 311–338
- Joachim Kunkel und Michael Kunkel: DER SPESSART – Eine Fotoreise zu den Naturschönheiten – Bildband – Flora und Fauna mit detaillierten Beschreibungen, Gelnhausen 2021

### Kulturgeschichte
- Horst Günther (Hrsg.): Spessart: Bilanz einer Kulturlandschaft; Dokumentation des bayerisch-hessischen Spessart-Projektes 1995. Verlag Orbensien, Bad Orb 1996, ISBN 3-927176-06-0

### Wirtschaftsgeschichte
- Hellmuth Wolff: Der Spessart. Sein Wirtschaftsleben; mit Tabellen und einer Spessartkarte., Krebs, Aschaffenburg 1905, (Nachdruck mit einer Kurzbiographie von Carsten Pollnick: Verlag Orbensien, Bad Orb 1989, ISBN 3-927176-01-X), Digitalisat der Bibliothek des Seminars für Wirtschafts- und Sozialgeschichte der Universität zu Köln, Inhaltsverzeichnis

### Medizingeschichte
- Rudolf Virchow: Die Noth im Spessart: eine medicinisch-geographisch-historische Skizze; vorgetragen in der Physicalisch-Medicinischen Gesellschaft in Würzburg am 6. und 13. März 1852. Separatdruck aus den Verhandlungen der Physicalisch-medizinischen Gesellschaft Dritter Band, Stahel’sche Buchhandlung, Würzburg 1852, Digitalisat der Bayerischen Staatsbibliothek
- Josef Braun: Der Landkreis Main-Spessart um 1860: Amtsärzte berichten aus den Landgerichten Arnstein, Gemünden, Karlstadt, Lohr, Marktheidenfeld, Rothenfels und Stadtprozelten. Universität, Würzburg 2000, Literaturverz. S. 355–364
- Julia Hecht, Klaus Reder: Die Landgerichte Aschaffenburg und Rothenbuch um 1860: Amtsärzte berichten. Universität, Würzburg 2002